# Ley Básica de Hong Kong
La Ley Fundamental de la Región Administrativa Especial de Hong Kong de la República Popular China es una ley nacional de China que sirve como constitución de facto de la Región Administrativa Especial de Hong Kong. La Ley Fundamental, que consta de nueve capítulos, 160 artículos y tres anexos, fue aprobada el 4 de abril de 1990 por el Séptimo Congreso Popular Nacional y firmada por el presidente Yang Shangkun.
La Ley Fundamental entró en vigor el 1 de julio de 1997 en Hong Kong, cuando la soberanía sobre Hong Kong fue transferida del Reino Unido a China, sustituyendo la constitución colonial de Hong Kong basada en Cartas patentes y Reales Instrucciones.

## Visión general
La Ley Fundamental se elaboró sobre la base de la Declaración Conjunta Sino-Británica firmada entre los Gobiernos chino y británico el 19 de diciembre de 1984, representados por el primer ministro Zhao Ziyang y la primera ministra Margaret Thatcher, respectivamente. La Ley Fundamental estipula las políticas básicas de China en relación con la Región Administrativa Especial de Hong Kong. Como se estipula en la Declaración Conjunta y siguiendo el principio de "un país, dos sistemas", el socialismo practicado en la China continental no se extendería a Hong Kong. Así, Hong Kong continuaría su sistema capitalista y su forma de vida durante 50 años pasado 1997.
La Ley Fundamental de Hong Kong establece las fuentes de derecho, la relación entre la RAE de Hong Kong y el Gobierno central, los derechos y libertades fundamentales de los residentes de Hong Kong, y la estructura y funciones de los poderes del gobierno local, y prevé la modificación e interpretación de la Ley Fundamental. Los tribunales de Hong Kong están facultados para revisar los actos del poder ejecutivo o legislativo y declararlos nulos si son incompatibles con la Ley Fundamental.
Se cuestiona la fuente de autoridad de la Ley Fundamental. El jurista chino Rao Geping sostiene que la Ley Fundamental es una legislación puramente interna que deriva su autoridad de la Constitución de la República Popular China, mientras que algunos juristas sostienen que la Ley Fundamental deriva su autoridad directamente de la Declaración Conjunta chino-británica.[cita requerida] El argumento es pertinente en la medida en que afecta al nivel de autoridad que tiene la República Popular China para introducir cambios en la Ley Fundamental. También es esencial para determinar la jurisdicción de los tribunales de Hong Kong en cuestiones relacionadas con las legislaciones nacionales de la República Popular China.

## Historia
Poco después de la firma de la Declaración Conjunta chino-británica en 1984, que sentó las bases de la transferencia de la soberanía de Hong Kong del Reino Unido a China, la Asamblea Popular Nacional creó el Comité de Redacción de la Ley Fundamental (BLDC) en 1985. La comisión se encargó de redactar el proyecto de Ley Fundamental. En junio de 1985, el Comité Permanente del Congreso Nacional Popular aprobó la lista de miembros del BLDC, que constaba de 36 miembros de China y 23 de Hong Kong. Doce de los 23 miembros de Hong Kong estaban vinculados a los sectores empresarial e industrial de la ciudad. El comité estaba presidido por el diplomático chino Ji Pengfei.
En 1985 también se estableció un Comité Consultivo de la Ley Fundamental integrado por dirigentes de la comunidad de Hong Kong para recabar opiniones sobre el proyecto en Hong Kong.
El primer borrador se publicó en abril de 1988, seguido de una consulta pública de cinco meses. El segundo borrador se publicó en febrero de 1989, y el período de consulta posterior finalizó en octubre de 1989. La Ley Fundamental fue promulgada oficialmente el 4 de abril de 1990 por la APN, junto con los diseños de la bandera regional y el emblema regional de la RAEHK.
El 4 de junio de 1989, los miembros del BLDC Martin Lee y Szeto Wah, partidarios de la democracia, declararon que suspenderían su trabajo en el BLDC debido a la represión militar de las protestas de la Plaza de Tiananmen de 1989. En septiembre, Lee anunció que regresaría al BLDC, pues muchos en Hong Kong le habían instado a que lo hiciera. Pese a esto, Pekín expulsó a Lee y Szeto del BLDC en octubre de 1989 por "actividades subversivas". Lee y Szeto habían expresado su apoyo a los activistas estudiantiles en Beijing y habían liderado la Alianza de Hong Kong en Apoyo a los Movimientos Democráticos Patrióticos en China, una organización instrumental para ayudar a los disidentes políticos a abandonar China después de la represión militar del 4 de junio.

## Texto de la Ley Básica

### Principios generales
- La Región Administrativa Especial de Hong Kong forma parte de la República Popular China.
- La región tiene un alto grado de autonomía y goza de poder ejecutivo, legislativo y judicial independiente, incluido el de adjudicación final.[9] Esto quiere decir que el antiguo recurso judicial mediante apelación ante el Comité Judicial del Consejo Privado del Reino Unido ya no estaría disponible. En su lugar, se creó el Tribunal de Apelación Final en la RAEHK para que asumiera esa función.
- Las autoridades ejecutivas y legislativas de la Región Administrativa Especial de Hong Kong estarán integradas por residentes permanentes de Hong Kong de conformidad con las disposiciones pertinentes de la Ley Fundamental.[9]
- El sistema y las políticas socialistas no se practicarán en la Región Administrativa Especial de Hong Kong, y el sistema y el modo de vida capitalistas anteriores permanecerán invariables durante 50 años.[9]
- Se mantendrán las leyes anteriormente en vigor en Hong Kong, es decir, el common law, las normas de equity, las ordenanzas, la legislación subordinada y el derecho consuetudinario, salvo las que contravengan la Ley Fundamental y con sujeción a cualquier enmienda de la legislatura de la Región Administrativa Especial de Hong Kong.[9]
- La Región Administrativa Especial de Hong Kong protegerá el derecho de propiedad privada de conformidad con la ley.[9]

### Relación con el gobierno central
- Las leyes vigentes en Hong Kong serán la Ley Fundamental, las leyes anteriormente vigentes en Hong Kong según lo dispuesto en el artículo 8 y las leyes promulgadas por el poder legislativo. Las leyes nacionales no se aplicarán en Hong Kong a menos que figuren en la lista del anexo III y se apliquen localmente mediante promulgación o legislación.

### Derechos y deberes fundamentales
- Todos los residentes de Hong Kong serán iguales ante la ley. Los residentes permanentes de la RAEHK tendrán derecho a votar y a presentarse a las elecciones de conformidad con la ley.[10]
- Los residentes de Hong Kong tendrán, entre otras cosas, libertad de expresión, libertad de prensa y de publicación; libertad de asociación, libertad de reunión, libertad de manifestación y de comunicación, libertad de movimiento, libertad de conciencia, libertad de creencia religiosa y libertad de matrimonio; y el derecho y la libertad de formar y afiliarse a sindicatos y de hacer huelga.[10]
- La libertad de la persona de los residentes de Hong Kong será inviolable. Ningún residente de Hong Kong será sometido a arresto, detención o prisión arbitrarios o ilegales. Se prohíbe el registro arbitrario o ilegal del cuerpo de cualquier residente o la privación o restricción de la libertad de la persona. Se prohíbe la tortura de cualquier residente o la privación arbitraria o ilegal de la vida de cualquier residente.[10]
- Las disposiciones del Pacto Internacional de Derechos Civiles y Políticos, del Pacto Internacional de Derechos Económicos, Sociales y Culturales y de los convenios internacionales del trabajo aplicados a Hong Kong seguirán en vigor y se aplicarán mediante las leyes de la RAEHK.[10]

### Estructura política
- El Jefe del Ejecutivo de la Región Administrativa Especial de Hong Kong será seleccionado por elección o mediante consultas celebradas en el plano local y nombrado por el Gobierno Popular Central.

### Política exterior
- Aunque la RPC es responsable de los asuntos exteriores y de defensa de Hong Kong, este país está autorizado a participar en organizaciones o conferencias internacionales en determinados ámbitos limitados a los Estados y que afectan directamente a la RAEHK. Podrá asistir en cualquier otra calidad permitida por el Gobierno de la República Popular China y por la organización o conferencia internacional de que se trate, y podrá expresar su opinión utilizando el nombre de "Hong Kong, China". La RAEHK también puede, con el nombre de "Hong Kong, China", participar en organizaciones y conferencias internacionales no limitadas a los Estados. La Región Administrativa Especial de Hong Kong puede, por sí sola, mantener y desarrollar relaciones y concertar y aplicar acuerdos con Estados y regiones extranjeros y organizaciones internacionales en los ámbitos apropiados, incluidos los ámbitos económico, comercial, financiero, monetario, marítimo, de comunicaciones, turístico, cultural y deportivo (Artículos 13-14, 150-157).[11]